# EA App
EA App, também conhecido como EA Desktop, e anteriormente Origin, é um serviço de distribuição digital de jogos eletrônicos desenvolvido e gerenciado pela Electronic Arts.

## História
Foi inicialmente disponibilizado em 2020, em fase beta, e veio a ser aprimorado constantemente ao longo do tempo até ter seu desenvolvimento finalizado dois anos depois, como sucessor do Origin. Segundo a EA, o novo app foi criado "para oferecer uma experiência socialmente conectada e sem atrito, que seja mais rápida para os jogadores entrarem em seus jogos".
Seu antecessor, o Origin, foi descontinuado pela EA em abril de 2025, após 16 anos de funcionamento, tornando o EA App a plataforma oficial de distribuição de jogos da Electronic Arts e seus estúdios.

## Recursos
O catálogo do EA App é centrado nas franquias e jogos pertencentes à EA, tais como Battlefield, EA Sports FC, F1, Need for Speed, Madden NFL, The Sims, Mass Effect, Titanfall, entre outras. 
O serviço funciona de maneira semelhante a outros softwares de distribuição, como Steam e Epic Games Store, onde o usuário pode comprar, jogar, atualizar e gerenciar seus jogos através da plataforma, além de possuir um hub social para se conectar e jogar com amigos online.
Apesar do Origin ter sido descontinuado pela EA, todos os usuários tiveram a possibilidade de fazer a migração para o EA App, mantendo seus jogos e progressão em suas bibliotecas digitais.